# Praia Capitango
A Praia Capitango é uma praia do Arquipélago de São Tomé e Príncipe, localiza-se a Este da ilha de São Tomé entre a Praia de Diogo Afonso e a Praia Pesqueira, próxima à Ribeira do Peixe.